# إليزابيث بلير لي
إليزابيث بلير لي (بالإنجليزية: Elizabeth Blair Lee) هي مؤلفة وكاتِبة أمريكية، ولدت في 20 يونيو 1818 في كنتاكي في الولايات المتحدة، وتوفيت في 13 سبتمبر 1906.